# 雞胸肉布丁
雞胸肉布丁（土耳其語：tavukgöğsü，[taˈvukɟœːˈsy]）為土耳其饮食裡一道由雞胸肉絲製成的牛奶布丁，其是奥斯曼帝国時期，托普卡珀皇宮御膳房替歷任鄂圖曼蘇丹準備的宮廷美食，現今為土耳其的知名甜品之一。
有關雞胸肉布丁的製作方式，最早被記錄於古羅馬時代的烹飪書《阿匹西尤》裡，內容如下：
宰殺並煮熟一隻年輕的公雞，趁著雞胸肉尚熱時將之切碎，與此同時，把平底鍋中的水煮至沸騰，將切碎的雞胸肉放入牛奶中，並用木槌敲打，當雞肉與牛奶融為一體後，添加足夠份量的碎杏仁讓其變得濃稠，然後再一次與牛奶混合，於最後一個步驟中，加入些許蜂蜜增添甜味。
拜占庭帝國承繼了古羅馬人烹製雞胸肉布丁的作法，並將該道料理再一次傳入鄂圖曼帝國後流傳至今。
於傳統上，雞胸肉布丁大多使用白雞胸肉來製作。首先把雞肉徹底煮熟並將其與骨頭分離，之後把熟雞肉剁碎成細緻的雞絲或敲打雞肉至鬆散軟嫩，完工後再將雞肉與牛奶、糖、碎米及其他配料充分混合增加稠度，並灑上肉桂等香料增加風味，待其冷卻後即告完成。
雞胸肉布丁這道甜點相當類似於歐洲中世紀上層階級飲食裡常見的「法式奶凍」，並曾在英國著名詩人喬叟的作品《坎特伯雷故事集》中被提及。